# Ann Höling
Anneliese Amalie „Ann“ Höling (* 22. April 1925 in Oberstein/Nahe; † im November 2005 in Indien) war eine deutsche Schauspielerin.

## Leben
Ann Höling absolvierte ihre Bühnenausbildung als Elevin von 1939 bis 1941 am Stadttheater Bielefeld bei der Tanzmeisterin Anny Menge und dem Oberspielleiter Karl Bockx. 1941 gab sie mit einer Soubrettenrolle in der Revue Träum von mir von Erwin Bootz am Kabarett der Komiker in Berlin ihr Bühnendebüt. Bis 1952 führten sie Engagements an zahlreiche Berliner Bühnen, u. a. an das Deutsche Theater, das Schlossparktheater, an das Theater am Schiffbauerdamm, an das Hebbel-Theater, an das Theater am Nollendorfplatz sowie das Theater am Kurfürstendamm. Danach verlagerte sie ihre Bühnentätigkeit nach Hamburg und spielte am Deutschen Schauspielhaus, am Thalia Theater und an den Kammerspielen.
Als Bühnenfach kam ihr lange Zeit die jugendliche Salondame sowie die Naiv-Sentimentale zu. So spielte sie etwa die Claudine in Molières George Dandin (Hamburg, 1953), die Polly in Bert Brechts Dreigroschenoper (Hamburg, 1954) und die Eliza in George Bernard Shaws Pygmalion (Hamburg, 1955).
Ab 1957 arbeitete Ann Höling hauptsächlich in der Schweiz: Von 1957 bis 1966 gehörte sie zum Ensemble des Stadttheaters Basel, wo sie – nun im Charakterfach – u. a. die Seeräuber-Jenny in Brechts Dreigroschenoper spielte. Daneben gastierte sie in Bern, Zürich, am Tanztheater Wuppertal (unter Pina Bausch) sowie an Tourneetheatern in Europa und Südostasien.
1948 gab Ann Höling unter der Regie von Arthur Maria Rabenalt ihr Spielfilmdebüt in der DEFA-Produktion Chemie und Liebe. Im selben Jahr folgte mit Und wieder 48 (Regie: Gustav von Wangenheim) ein weiterer DEFA-Film. Ab 1949 spielte sie in verschiedenen westdeutschen Produktionen, wie die im Schulumfeld angesiedelten Spielfilme Absender unbekannt (mit Henny Porten als Direktorin) und Stips (mit Gustav Fröhlich in der Hauptrolle). Im Fernsehen konnte man sie im Krimi-Mehrteiler Der Tod läuft hinterher, dem Tatort-Film Das fehlende Gewicht sowie in mehreren Episoden der Krimiserie Der Kommissar sehen. Eine letzte Fernsehrolle übernahm sie 1993 in der Rosamunde-Pilcher-Verfilmung Stürmische Begegnung.
Daneben arbeitete sie beim Hörfunk als Hörspielsprecherin (u. a. in der Hauptrolle von Geld spielt keine Rolle nach Curt Riess, BR 1954) und seit den fünfziger Jahren auch als Synchronsprecherin.
Ann Höling starb im November 2005 während eines Kuraufenthaltes in Indien.

## Filmografie (Auswahl)
- 1948: Chemie und Liebe
- 1948: Und wieder 48
- 1949: Anonyme Briefe
- 1950: Absender unbekannt
- 1951: Stips
- 1951: Es geht nicht ohne Gisela
- 1952: Großstadtgeheimnis
- 1955: Das träumende Mädchen
- 1955: Ingrid – Die Geschichte eines Fotomodells
- 1967: Der Tod läuft hinterher
- 1970: Der Kommissar: …wie die Wölfe
- 1971: Der Kommissar: Lagankes Verwandte
- 1972: Der Kommissar: Die Tote im Park
- 1973: Tatort: Das fehlende Gewicht
- 1976: Freiwillige Feuerwehr
- 1989: Der Fahnder: Alte Kameraden
- 1993: Rosamunde Pilcher: Stürmische Begegnung

## Theater
- 1947: Boris Lawrenjow: Die Bresche (Xenia) – Regie: Heinz Wolfgang Litten (Haus der Kultur der Sowjetunion)
- 1951: Gerhart Hauptmann: Fuhrmann Henschel (Franziska Wermelskirch) – Regie: Ernst Karchow (Theater am Kurfürstendamm)

## Hörspiele
- 1965: Rudolf Bayr: Orangenblüten – Regie: Gert Westphal (Hörspiel – NDR)